# Bernhard Johansson

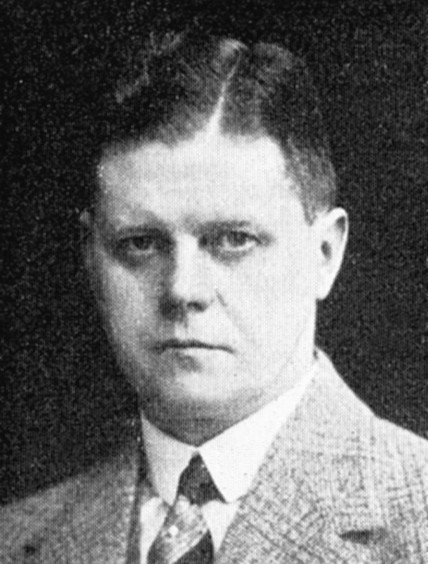
Bernhard Johansson.

August Bernhard Johansson, född 1 augusti 1884 i Stockholm, död 27 maj 1931 i Stockholm, var en svensk byggnadsingenjör och byggmästare.

## Biografi

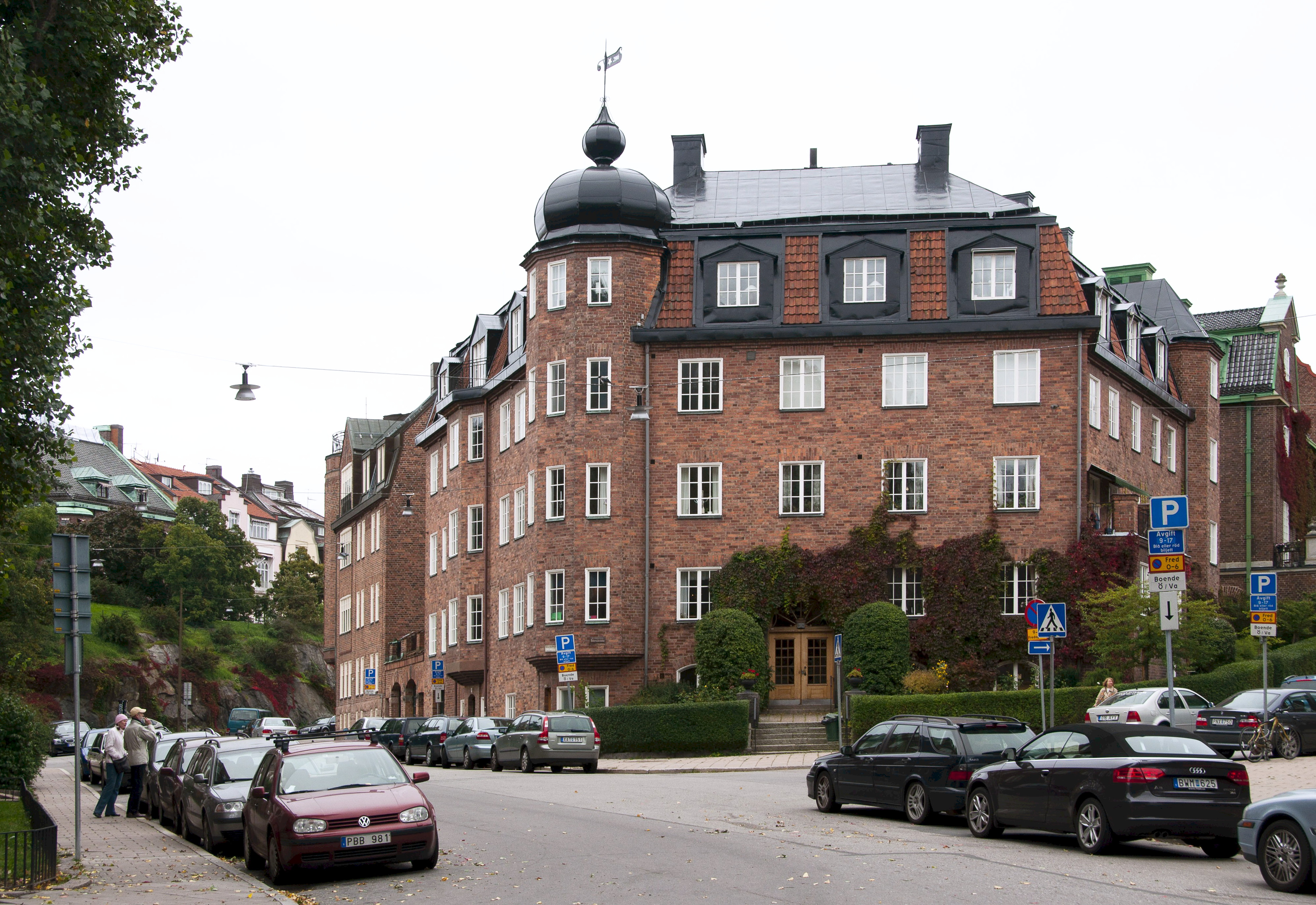
Sidensvansen 8.

Bernhard Johansson var son till verkmästaren och muraren Lars August Johansson (född 1853) och Sofia Karolina Johansson (född 1845). Han utexaminerades som byggnadsingenjör från Tekniska skolan i Stockholm 1904 och arbetade en tid som ritare på olika arkitektkontor. Sedan 1910 stod han som ansvarig byggmästare och betongkontrollant och var borgare i Stockholm. 
I Stockholm uppförde han ett tiotal fastigheter och var bland annat kontrollant vid bygget av Paul U. Bergströms varuhus vid Drottninggatan. Han uppförde också några hus för egen räkning, bland dem 1915–1916 fastigheten Sidensvansen 8 vid Bragevägen 6 i Lärkstaden.